# Stazione di Midorino
La stazione di Midorino (みどりの駅?, Midorino-eki) è una stazione ferroviaria situata nella città di Tsukuba della prefettura di Ibaraki, in Giappone ed è servita dalla linea Tsukuba Express.

## Linee
MIRC
● Tsukuba Express

## Struttura
La stazione, inaugurata nel 2005 è costituita da due binari su viadotto serviti da due marciapiedi laterali con porte di banchina installate a protezione.
| 1 | ● Tsukuba Express | per Tsukuba                        |
| 2 | ● Tsukuba Express | per Moriya, Kita-Senju e Akihabara |

## Stazioni adiacenti
| «                                       | Servizio                | »                 |
| Tsukuba Express                         | Tsukuba Express         | Tsukuba Express   |
| --------------------------------------- | ----------------------- | ----------------- |
| Miraidaira                              | Locale Rapido Sezionale | Bampaku-kinenkōen |
| Il Rapido e il R. pendolari non fermano |                         |                   |